# Luverdense Esporte Clube
Maillots
Actualités
Dernière mise à jour : 13 avril 2020.
Le Luverdense Esporte Clube est un club brésilien de football basé à Lucas do Rio Verde dans l'État du Mato Grosso.

## Palmarès
| Compétitions nationales | Compétitions régionales |
| ----------------------- | --- |
| - Néant                 | - Championnat du Mato Grosso (3) : - Champion : 2009, 2012 et 2016 - Vice-champion : 2014 - Coupe du Mato Grosso (pt) (4) : - Vainqueur : 2004, 2007, 2011 et 2019 - Copa Verde (1) : - Vainqueur : 2017 |

## Logos

Ancien logo
Logo actuel